# Templiner See
Templiner See är en 5,11 km² stor insjö i floden Havel i Tyskland, belägen vid staden Potsdam i förbundslandet Brandenburg, sydväst om stadskärnan. Sjön utgör en del av ett större sjösystem i Havel mellan Werder och Berlin. Templiner See har sitt inlopp från Havel i centrala Potsdam och sitt utlopp vid orten Caputh, där Havel rinner vidare och mynnar ut i Schwielowsee.
På 1950-talet byggdes en stor järnvägsdamm genom sjön för Berliner Aussenring, som idag, så när som på en 150 meter bred öppning med en bro, delar sjön i en nordöstlig och en sydvästlig del.